# Paralimnophila (Paralimnophila) serraticornis
Paralimnophila (Paralimnophila) serraticornis is een tweevleugelige uit de familie steltmuggen (Limoniidae). De soort komt voor in het Australaziatisch gebied.